# Save me (This is an SOS)
«Save me (This is an SOS)» (en español: «Sálvame (Esto es un SOS)») es el primer sencillo del tercer álbum en inglés de la cantante sueco-griega Helena Paparizou el cual será lanzado en Suecia con la discográfica Lionheart Music Group. 'Sou stelno SOS' es la versión en griego incluida en el álbum Ti ora tha vgoume.

## Posicionamiento
| Listas               | Posiciones |
| -------------------- | ---------- |
| Greece Airplay Chart | 4          |
| Sweden iTunes Top    | 11         |